# تحصیل خیرپور تامیوالی
تحصیل خیرپور تامیوالی (به انگلیسی: Khairpur Tamiwali Tehsil) یک یک تحصیل در پاکستان است که در Khairpur Tamiwali واقع شده‌است. تحصیل خیرپور تامیوالی ۱٬۰۱۴ کیلومتر مربع مساحت و ۳٬۸۰٬۰۰۰ نفر جمعیت دارد.